# Karl Heinrich Fischer
Karl Heinrich Fischer (4. dubna 1800 Praha – 11. dubna 1862 Vídeň) byl rakouský právník a politik německé národnosti z Čech, v 2. polovině 19. století poslanec Říšské rady.

## Biografie
Narodil se 4. dubna 1800 v Praze. Profesí byl advokátem. V roce 1848 působil jako děkan Právnické fakulty Karlo-Ferdinandovy univerzity v Praze.
Po obnovení ústavní vlády se zapojil do politiky. Od roku 1861 byl poslancem Českého zemského sněmu za kurii velkostatkářskou, nesvěřenecké velkostatky. Zemský sněm ho roku 1861 delegoval i do Říšské rady (tehdy ještě volené nepřímo) za Čechy (kurie velkostatkářská). K roku 1861 se uvádí jako advokát a prezident advokátní komory v Praze.
Zemřel na jaře 1862, v dubnu 1862 ve Vídni, ve věku 62 let. Pohřben byl v Praze.